# Antodice quadrimaculata
Antodice quadrimaculata là một loài bọ cánh cứng trong họ Cerambycidae.